# Флорис Чёрный
Флорис «Чёрный» (нидерл. Floris de Zwarte; ок. 1115—1132) — граф Западной Фрисландии (Голландии) с 1129 года, второй сын графа Флориса II Толстого и Гертруды (Петронеллы) Лотарингской.

## Биография
После смерти графа Флориса II осталось два малолетних сына — Дирк VI, унаследовавший титул графа Голландии, и Флорис Чёрный. Опекуншей стала их мать, дочь Тьерри (Дитриха) II Храброго, герцога Верхней Лотарингии.
Законным графом был Дирк, однако в 1129 году Флорис Чёрный при поддержке матери восстал против брата, получив при этом поддержку западных фризов и признание за собой графского титула со стороны короля Германии Лотаря III и епископа Утрехта Андреаса ван Куйика. В 1131 году братья помирились, но вскоре Флорис опять восстал. Король Лотарь в августе 1132 года смог помирить братьев, затем было подавлено и восстание фризов. Но 26 октября того же года Флорис попал в засаду около Утрехта и был убит Готфридом фон Куик и его братом Германом, после чего Дирк остался единовластным правителем.